# 朋優学院高等学校
朋優学院高等学校（ほうゆうがくいんこうとうがっこう）は東京都品川区西大井に所在する私立高等学校。
旧校名は中延学園高等学校であったが、2001年の男女共学化に伴い現校名に改称した。

## 概要
終戦直後に高等女学校として設置され、程なく学制改革を迎えた。女子校だった頃から普通科に加えて専門教育を主とする学科として商業科・デザイン科・美術科 (学科)・調理科を設置し、系列校として東京芸術専門学校を併設していた。
男女共学になってからは、特進コースを設置すると同時に普通科も進学目的を明確化、更に特進コースを国公立大学進学を目標とする方向に切り替えている。
2018年度より国公立・特進の2コース制となった。また、2021年度から東大・京大・国公立医学部への現役合格を目標とする「国公立TG」コースが新設された。

## 沿革
- 1946年 - 中延学園高等女学校として設立。
- 1968年 - コース別教育を開始。「普通」「家政」「経理」「事務」「デザイン」の5コース制とする。
- 1970年 - 「調理」のコースを増設。
- 1974年4月 - 制服変更。紺色のジャンパースカートを採用。
- 1982年 -  東京芸術専門学校を併設。
- 1989年 - 隣接地を校地として取得、新棟（現在の特別棟）を建設。
- 1991年4月 - 制服に盛夏服としてポロシャツを追加。
- 1992年4月 - 制服変更。チェックのベスト・スカートを採用。
- 1999年 - 「経理」「事務」のコースを廃止。
- 2000年 - 東京芸術専門学校が休校。
- 2001年 -  男女共学化し、朋優学院高等学校へ校名変更。「特進」「美術」のコースを増設。新制服・新校歌を制定。
- 2003年 -  馬込校舎を設置。
- 2008年 -  「普通」コースを「進学」コースに名称変更。
- 2010年 -  「特進」コースを「国公立」コースに名称変更。
- 2014年 - 「デザイン」「美術」「調理」のコースで生徒募集を停止。
- 2016年
  - 3月 - 「デザイン」「美術」「調理」のコースを廃止。
  - 4月 - 新校舎中央棟が完成。
- 2018年 - 中延校舎の隣接地を借り、第二校庭として整備する。「進学」コースを募集停止。
- 2019年4月 - 制服をマイナーチェンジ。
- 2022年 - 「国公立TG」コースを新設。

## 制服
中延学園高等女学校の開校当時は、制服としてセーラー服を採用した。その後、1950年代にはスーツ型の制服に変更し、1960年代には山脇学園に似たデザインの紺色のワンピース制服を採用した。
1974年度から制服を刷新し、当時の学校制服として流行した紺色のブレザーとジャンパースカートというスタイルを採用した。冬服のブレザーは4つボタンで胸ポケットにフラップが付いており、襟に校章バッジを付ける。胸元の詰まった独特のシルエットのブレザーは、女子美術大学付属中高の制服にも似ており、これに赤のネクタイと白のワイシャツ（襟に校章刺繍入り）を組み合わせる。ジャンパースカートはプリーツ入りで、ベルトに四角いメッキのバックルが付いていた。夏服でも同様にネクタイを着用し、ワイシャツが半袖となるほかは、紺色のジャンパースカート（生地は薄手の夏物）を着用する。1980年代にはおニャン子クラブのメンバーだった渡辺満里奈が在学しており、当時の制服姿でアイドル雑誌などへの掲載例がある。
その後、生徒や保護者から夏場にネクタイとジャンパースカートは暑いという声が上がったことから、1991年度より盛夏服として白のポロシャツと、これに合わせるための紺色のプリーツスカート（下のみ）が追加された。
翌1992年度から制服を変更。冬服は紺色のブレザーとスカート、夏服は紺系と緑のチェックのベスト・スカート、細いストライプ（赤・緑・水色）のブラウスとなった。リボンタイは赤系・紺系のチェックの2種類があった。白のセーター、ニットベストも用意された。
2001年度から、校名変更と男女共学化に伴い再度制服が変更され、男子制服が制定された。2019年度から制服の細部が変更されている。

## 交通
出典 : 
電車
| 路線名                     | 最寄り駅 | 徒歩所要時間 |
| -------------------------- | -------- | ------------ |
| 都営地下鉄浅草線           | 中延駅   | 8分          |
| 都営地下鉄浅草線           | 馬込駅   | 8分          |
| 東急大井町線               | 荏原町駅 | 9分          |
| JR横須賀線・湘南新宿ライン | 西大井駅 | 10分         |

バス
- 東急バス 反01・反02・井01 「荏原営業所」下車、徒歩2分

## 著名な出身者
芸能人
- 長渕悦子
- 高樹澪
- 松本ちえこ
- 渡辺満里奈
- 高橋かおり
- 真飛聖
- 米光美保
- 井出薫
- 加藤英美里
- 鹿野優以
- 竹澤汀
- 片岡健太
- 今村怜央
- 遊井亮子
- 坂木優子

アスリート
- 浦野弥生 - アマチュアレスリング
- 朝比奈三代子 - 陸上